# Petržalka

Městská část v rámci Bratislavy

Petržalka (maďarsky Pozsonyligetfalu, německy Engerau) je bývalá obec, v současnosti v silně pozměněných hranicích také jedna z městských částí Bratislavy. Patří mezi nejlidnatější části slovenské metropole. Žije v ní přibližně 112 tisíc obyvatel. Leží těsně při hranici s Rakouskem.

## Historie
První záznamy o Petržalce pocházejí již z roku 1225. Na konci 19. století už to byla vesnice s více než pěti sty stálými obyvateli. První most, který ji spojil s Bratislavou, byl postaven v roce 1891 a byl železniční. Na území moderní městské části zasahovaly v době Uherska župy Prešpurská a Mošonská, přičemž tehdejší obec Petržalka měla tehdy mnohem menší katastrální území, než má moderní městská část - severozápad a severovýchod katastru náležel k městu Prešpurku (dnes Bratislava) a k tehdejší obci Prievozu, zatímco jihozápad a jih náležel téměř úplně k obci Kittsee v Mošonské župě, nicméně sem z jihu zasahoval také tehdejší katastr Jarovců, rovněž náležející k Mošonské župě. Poté, co nově vzniklé Československo získalo na základě Trianonské mírové smlouvy pevné hranice s Maďarskem, bylo katastrální území Petržalky rozšířeno jihozápadním a jižním směrem, na území, které do té doby náleželo k obcím Kittsee a Jarovce, přičemž Petržalce připadly také pozemky na levém břehu Dunaje, náležející v současnosti ke katastru bratislavské městské části Ružinov, jež do té doby také patřily obci Kittsee.
Již v roce 1932 dal petržalské předmostí opevnit generál Josef Šnejdárek a poté v roce 1936 byl tento úsek zařazen do první etapy naléhavého opevňování v rámci československého opevnění. Bylo zde postaveno 25 bunkrů. Avšak 10. října 1938 byla připojena na základě Mnichovské dohody k nacistickému Německu, protože byla obydlena převážně německy hovořícím obyvatelstvem, po osvobození v roce 1945 byla opět vrácena Československu. Od roku 1946 je součástí dnes hlavního města Slovenska.
V období socialismu byly katastrální hranice Petržalky radikálně pozměněny na úkor tehdejších sousedních katastrálních území Bratislava a Prievoz, přičemž Petržalka pro změnu ztratila pozemky na levém břehu Dunaje. V 70. letech 20. století se zde vystavělo dnešní panelové sídliště. Z malé okrajové čtvrti, která měla minimální význam, se tak stala jedna z nejdůležitějších. Nové sídliště bylo největší v Československu.

## Přírodní poměry
V katastrálním území Petržalka leží přírodní rezervace Starý háj a chráněné areály Chorvátské rameno, Hrabiny, Soví les a část chráněného areálu Pečnianský les.

## Doprava
Petržalka je pomocí pěti mostů napojená na zbytek města, nachází se tu také železniční stanice Bratislava-Petržalka. Jeden z nejznámějších mostů, který ústí právě sem, je Most Slovenského národného povstania, který je dominantou celého města.
Petržalka byla projektována a stavěna na obsluhu metrem (metro v Bratislavě). Po roce od začátku výstavby metra byl projekt zrušen. Veřejnou dopravu do této čtvrti zajišťovaly pouze autobusy, avšak v roce 2016 byla uvedena do provozu první fáze tramvajové trati. Pokračování až na jih Petržalky by mělo být dostavěné v roce 2023.

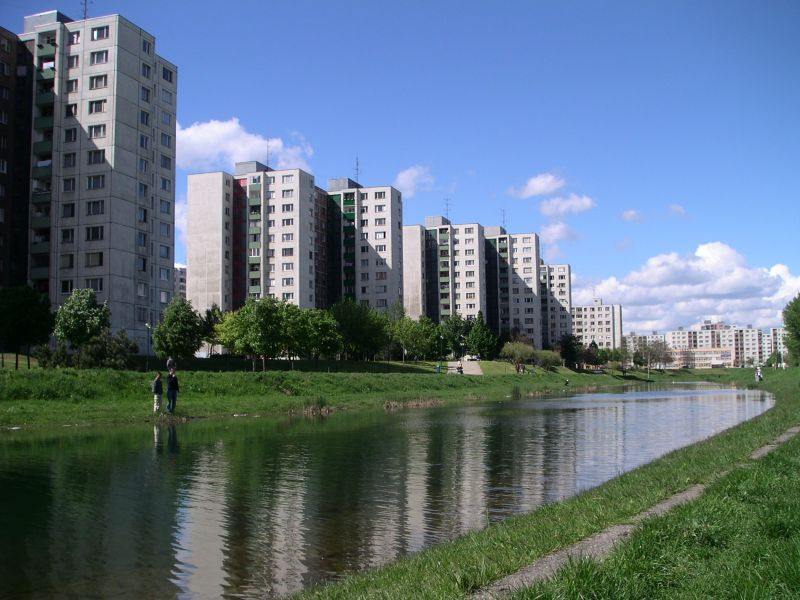
Slepé rameno Dunaje, Chorvatské rameno